# ゲルマノダクティルス
ゲルマノダクティルス (Germanodactylus、「ドイツの指」) は翼竜目、翼指竜亜目、ズンガリプテルス上科の一種で、ゾルンホーフェン石灰岩等のドイツのジュラ紀後期の岩石から見つかっている。長い間プテロダクティルスに分類されていた。特徴はとさかである。

## 特徴

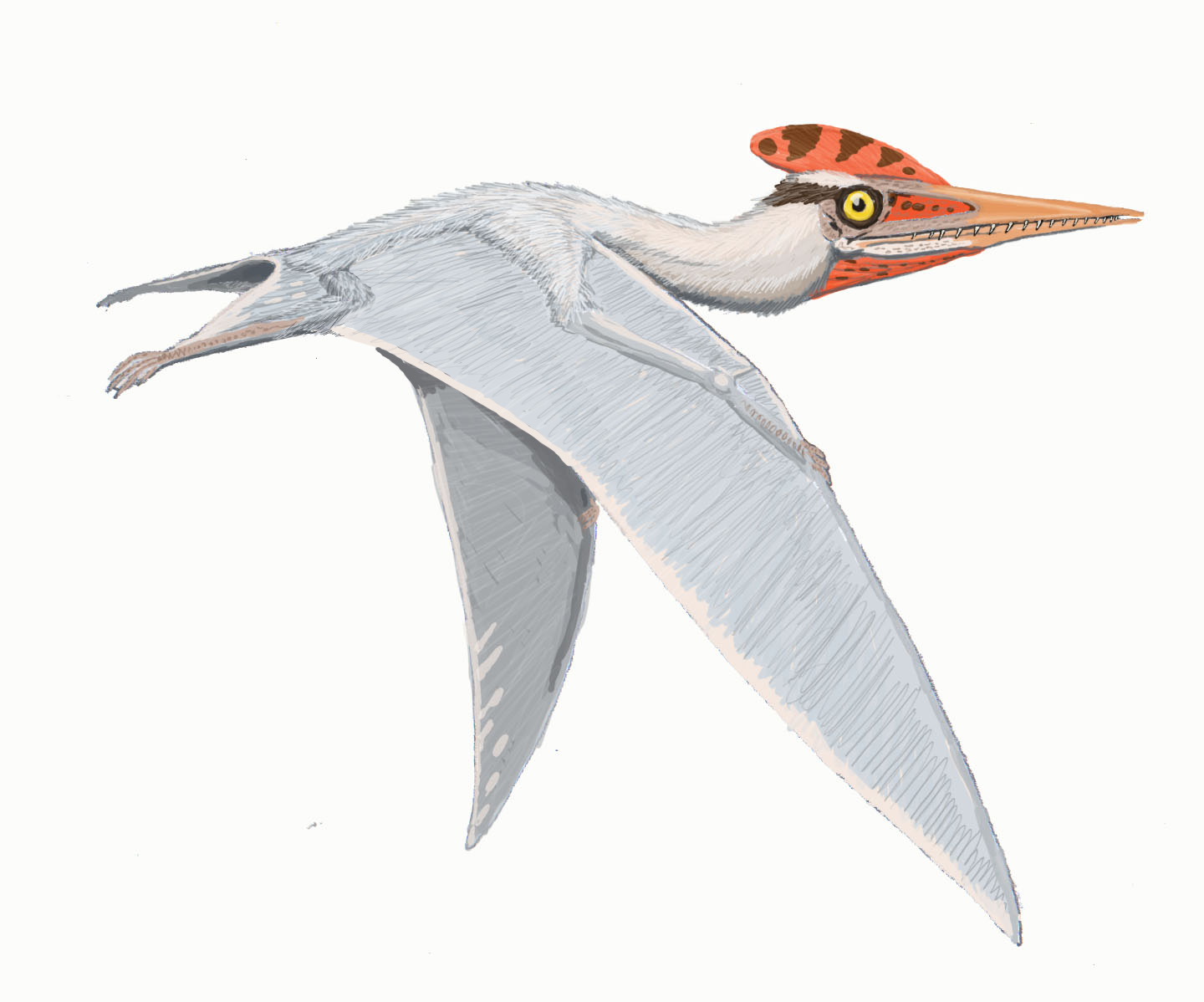
G. rhamphastinusの復元図

重量はカラス程度だとされている。G. cristatusは翼開長0.98m、頭蓋骨13cm、G. rhamphastinusはやや大きく、翼開長1.08m、頭蓋骨21cmである。

### とさか
ゲルマノダクティルスはそのとさかで有名である。とさかはその下端が頭蓋骨の中心線に沿って付いている骨質部と、それを覆う軟組織によって形成され、それによって倍以上の高さになっている。G. cristatusの骨質部はG. rhamphastinusほど大きくはない。軟組織部ははじめ認識されていなかったが、2002年にベネット (S. Christopher Bennett) が提唱した。皮膚が角質化したものであったと推測される。ゲルマノダクティルスは軟組織のとさかが判明した最初の例だが、同様の構造は他の翼竜にもある可能性が高くなった。今日ではこのようなとさかは翼竜の間に広く存在したと認識されている。とさかを持つ最古の翼竜はアウストリアダクティルスで、最も新しいものはHamipterusとタペヤラである。ダルウィノプテルスとCuspicephalusのとさかは繊維状の骨でできているが、これは収斂進化ではなく相同である。

## 分類
この属は、白亜紀の翼竜に比べると特殊化の度合いが小さく、また翼竜類の中でさまざまな分類上の位置づけをされてきた。この属の記載者である楊鍾健はこの属のために独自の科であるゲルマノダクティルス科を設定した。ベネットはこの属をプテロダクティルス科に分類し、ケルナー（Alexander Kellner）も2003年の系統分析においてプテロダクティルスに近縁であることを示した。一方、アンウィン（David M. Unwin）は貝類・甲殻類の採餌に特殊化したズンガリプテルス上科の基底的な群と考えるべきだとしている。Maischとその共著者は「ゲルマノダクティルス属」は側系統群であり、現在この属に属している2種は同属とするべきではないとした。そのため彼らは自分たちの表中に"G. rhamphastinus" の属名として"Daitingopterus" という名称を使用してるが、ICZNの規則にしたがった記述が無いためこれは裸名である。いずれにせよMaischとその共著者もアンウィンと同じくゲルマノダクティルス属の2種を両方ともズンガリプテルス上科に分類した。Vidovic と Martill はゲルマノダクティルス属が側系統群であるとしただけでなく、この属の2種をかれらの分岐分析の中で完全に別の場所においた。G. cristatus はズンガリプテルス上科とアズダルコ類の姉妹群とされたが、"G. rhamphastinus" は彼らがAurorazhdarchidae と呼んだグループの姉妹群とされた。Vidovic と Martill は"G. rhamphastinus" に対する新しい名称を提唱しなかったが、 通常プテロダクティルスの異名と考えられているDiopecephalus属がもし有効であるなら "G. rhamphastinus" はDiopecephalus の成体ではないかとしている。

## 歴史
G. cristatus はドイツ・アイヒシュテットのゾルンホーフェン石灰岩産の BSP 1892.IV.1 標本を模式標本としている。これは元来1901年にPlieningerによってPterodactylus kochi として記載されたものであり、1925年にヴィマン (Carl Wiman) によって現在の種小名である "cristatus" （ラテン語で「鶏冠を持った」の意）を与えられた。楊鍾健は1964年にこの標本は独自の属を持つに値すると判断した。2番目の種であるG. ramphastinus （1858年にヘルマン・フォン・マイヤーによって誤って "rhamphastinus" と変更されてしまう）は G. cristatus よりはるか前の1851年に Johann Andreas Wagner によってOrnithocephalus 属の1種として（ただし現在ではOrnithocephalus 属はほとんど有効とみられていない）記載された。種小名はオオハシのギリシア語 ramphastinos に由来する。G. rhamphastinus はドイツ・ダイティングの少し新しい時代に属するメルンシャイム石灰岩 (Mörnsheimer Limestone) 産の骨格である BSP AS.I.745 標本を模式標本としている。この種はヴェルンホファー (Peter Wellnhofer) によって1970年にゲルマノダクティルス属に移されたが、Maischとその共著者はこの種について独自の属である "Daitingopterus" を提唱している。アンウィンはイギリス・ドーセットの少し古い時代に属するキンメリッジ粘土層から出土した雑多な四肢骨と椎骨もゲルマノダクティルス属に属するとし、その標本が当時知られている中で最も古い短尾型翼竜の化石記録であるとした。

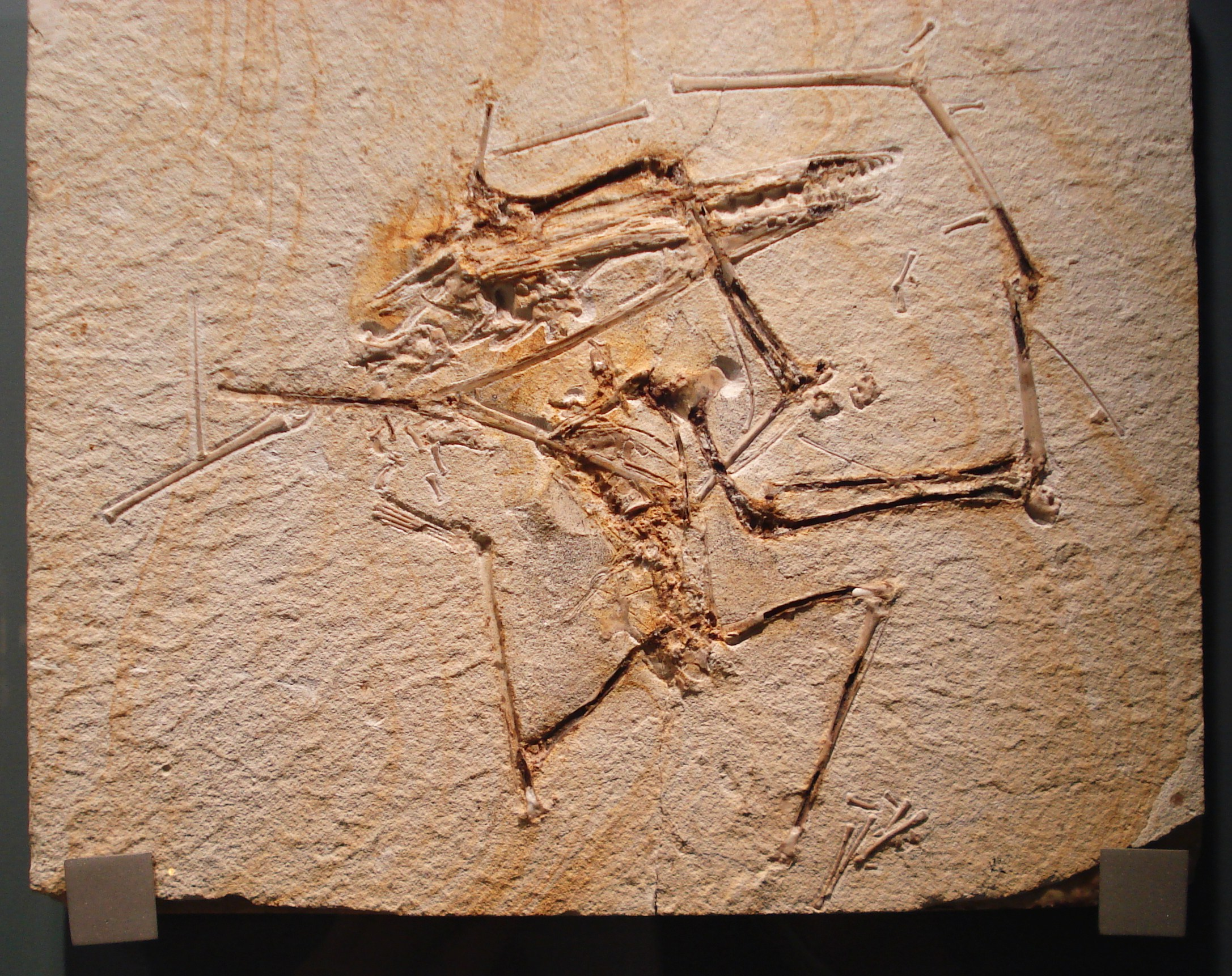
Germanodactylus ramphastinus

ベネットは1996年にゲルマノダクティルス属はプテロダクティルス属の成体ではないかとの意見を出したが、彼自身によるものを含む後の研究によって否定されている。ベネットによる2006年のゲルマノダクティルス属に対する再評価では、2種共に有効かつこの属に属するべきであるとしており、G. cristatus には若年個体2標本を含む4標本が、G. rhamphastinus には2標本が認められるとした。ゲルマノダクティルス属は以下の特徴の組み合わせ、すなわち、鋭く尖った顎の先端・上顎片側で4-5本の前上顎骨歯と8-12本の上顎骨歯・プテロダクティルス属とは異なり、太い上顎骨歯は顎の先端に向かっても大きさを減じない・鼻前眼窩窓は眼窩の2倍の長さ・様々な部位の比率・などによって他の属から分けられる。G. cristatus は、顎の先端部に歯を持たない・歯の数が少ない（G. rhamphastinus では片側で上顎歯16本下顎歯15本なのに対し、上顎歯最多13本下顎歯最多12本）などの特徴でG. rhamphastinus と区別される。